# Romain Mahieu
Romain Mahieu, född 17 februari 1995 i Lille, är en fransk BMX-cyklist.

## Karriär
Romain Mahieu deltog vid OS 2020 och placerade sig på en sjätteplats i disciplinen racing. Vid OS 2024 tog han brons i samma klass.